# 米夏埃尔·雅各西茨
米夏埃尔·雅各西茨（德語：Michael Jakosits，1970年1月21日—），德国男子射击运动员。他曾代表德国参加1992年、1996年、2000年和2004年夏季奥林匹克运动会射击比赛，其中1992年奥运会获得一枚金牌。